# Морель, Хорхе
Хорхе Морель (исп. Jorge Morel; 9 мая 1931 — 10 февраля 2021) — аргентинский композитор и гитарист, чьи мелодии и аранжировки исполнялись многими известными мастерами, среди которых: Джон Уильямс, братья Ассад, Пепе и Ангел Ромеро, Кристофер Паркенинг, Дэвид Рассел, Дэвид Старобин, Элиот Фиск, Кшиштоф Пелех, Анастасия Бардина и др. 
Нарушив сложившиеся в среде классических гитаристов традиции, Морель своими яркими композициями и аранжировками существенно обогатил репертуар для игры на классической гитаре. В 2005 году победителем 47-й церемонии «Грэмми» в номинации «Лучшее инструментальное сольное выступление без оркестра» (англ. Best Instrumental Soloist Performance (without orchestra)) стал Дэвид Рассел, исполнивший среди прочих три произведения Мореля: «Бразильский танец» (Danza Brasilera), «Креольский романс» (Romance Criollo) и «Сонатина для гитары» (Sonatina for Guitar).

## Биография
Хорхе Морель родился 9 мая 1931 года в Аргентине. В возрасте семи лет отец начал обучать его игре на классической гитаре, а позже отдал сына в Академию Пабло Эскобара в Буэнос-Айресе. После её окончания Морель начал выступать совместно с Эскобаром, а позже Хорхе начал гастролировать по странам Латинской Америки: он выступал в Эквадоре, Колумбии и Кубе, где он участвовал в телепередачах и записал свой первый соло-альбом..
Один из гастрольных туров проходил в Пуэрто-Рико, где Морель выступал в фешенебельной гостинице «Caribe hilton hotel». Там его выступление увидели Владимир Бобри (Бобрицкий Владимир Васильевич) и Марта Нельсон из Гитарного общества Нью-Йорка. Им понравилась игра молодого гитариста, и они пригласили его в Нью-Йорк. Также в этой поездке произошло ещё одно знаменательное событие: Хорхе женился на своей невесте Ольге.
Затем последовали выступления Мореля в Калифорнии и на Гавайах и лишь в 1961 году он посетил Нью-Йорк, дав концерт в Карнеги-холле перед 3000 слушателей, исполнив такие композиции, как American Fantasy, Mosaico Espanol и La Misionera. К этому времени он записал ещё несколько альбомов в сотрудничестве с Decca Records.
Владимир Бобри познакомил Мореля с Артом Де Лугоффым — владельцем известного нью-йоркского джаз-клуба «The Village Gate» (с англ. — «Деревенские врата»). В дальнейшем Морель выступал там в течение 3 лет. Де Лугофф, в свою очередь, помог Хорхе устроиться в ещё одно известное место — «Five Spot Cafe» (англ. Кафе «Пять пятен»), где он выступал в течение 14 недель.
В 1963 году семья Морелей окончательно переехала в Нью-Йорк, а через 2 года у пары родилась дочь Франческа. Хорхе к тому времени стал достаточно известным среди посетителей некоторых клубов, однако его мечты о выступлениях перед широкой аудиторией оставались несбыточными: в крупных залах, таких как Карнеги-Холл, Элис Тулли-Холл, Уигмор-Холл и др., в то время играли лишь гитарное исполнение классики. Тем не менее Морель, включив в концертную программу произведения Вилла-Лобоса, имел успех во время гастролей по США, и в конце концов его желание осуществилось: он получил признание, и в дальнейшем его выступления увидели многие крупные залы по всему миру. В 1970 году Морель познакомился с Четом Аткинсом, по рекомендации которого он начал сотрудничество с «Columbia Artists», продолжавшееся 7 лет, в течение которых Морель давал около 70 концертов в год.

## Творчество
Произведениями Мореля являются как сочинённые им композиции, так и гитарные аранжировки чужих произведений. Среди первых выделяется «Южная сюита» (Suite Del Sur) — концерт для гитары с оркестром, который сам автор исполнил в Филармонии Лос-Анджелеса совместно с местным коллективом под управлением Зубина Меты.
Среди аранжировок Мореля выделяют обработанные им произведения Леонарда Бернстайна — West side story, I want to be in America, I feel pretty и др. Другие гитаристы поначалу недоумевали, зачем классическому музыканту работать с современной эстрадной музыкой и играть её на своих концертах, однако успех у публики подтвердил правильность выбора Мореля. Другим любимым композитором Хорхе является Джордж Гершвин. Несмотря на то, что «Rhapsody in Blue» не получилось переложить для гитары, аранжировки других произведений оказались более удачными: 3 прелюдии для фортепиано, Вариации на тему песни «Я ощущаю ритм» («I Got Rhythm»).
Помимо выступлений и сочинения музыки Морель занимался также преподавательской деятельностью, обучая молодых гитаристов и передавая им свой опыт, а также проводя мастер-классы. Нескольким своим бывшим ученикам он предложил участие в своих концертах для того, чтобы помочь их карьерам.
Про Хорхе Мореля Деяном Братичем и Джоном МакКлиланом была написана книга «Великолепная гитара Хорхе Мореля: жизнь, наполненная музыкой» («The Magnificent Guitar of Jorge Morel: A Life of Music»).

### Дискография
Некоторые диски Хорхе Мореля приведены ниже:
- The Magnificent Guitar of Jorge Morel
- Jorge Morel — Latin American Guitar Solos
- Jorge Morel — Two To Tango
- Jorge Morel — 1960-80s Recordings
- Jorge Morel — Tangos & Milongas
- Jorge Morel: Latin American Rhythms for Guitar
- Jorge Morel — Suite Del Sur
- Jorge Morel — The Very Best Of Jorge Morel

### Книги
Некоторые книги Хорхе Мореля приведены ниже:
- Morel, Jorge. Little rhapsody. — Chorus Publications, 1990.
- Morel, Jorge. Preludio y giga: guitar solo. — Chanterelle Verl, 1991. — 8 с. — ISBN 9783890441191. (недоступная ссылка)
- Morel, Jorge. Preludio y giga (guitar solo). — Chanterelle Verl, 1998. — 8 с. — ISBN 9780786637294. Архивировано 30 января 2012 года.
- Morel, Jorge. Three Pieces for Solo Guitar. — Hal Leonard, 2000. — 16 с. — ISBN 9780634014789.
- Morel, Jorge. Two to tango: & Millenium duet : homage to Chet Atkins. — Mel Bay Publications, 2001. — 27 с. — ISBN 9780786658077. (недоступная ссылка)
- Morel, Jorge. Selected Guitar Solos. — Mel Bay Publications, 2004. — Vol. 2. — 28 с. — ISBN 9780786607532. Архивировано 18 января 2005 года.
- Morel, Jorge. Selected Guitar Solos. — Mel Bay Publications, 2004. — Vol. 3. — 40 с. — ISBN 9780786607549. Архивировано 6 января 2010 года.
- Morel, Jorge. Tangos & Milongas for Solo Guitar. — Mel Bay Publications, 2007. — Vol. 2. — 36 с. — ISBN 9780786676576. Архивировано 30 января 2012 года.
- Morel, Jorge. Homage to Latin Music - Salsa. — Mel Bay Publications, 2008. — 32 с. — ISBN 9780786678815. (недоступная ссылка)
- Morel, Jorge. Classic Guitar Solos on Latin American Rhythms. — Mel Bay Publications, 2009. — 28 с. — ISBN 9780786680719. Архивировано 31 августа 2011 года.
- Morel, Jorge. Quartet Pieces for the Young Guitarist. — Mel Bay Publications, 2009. — 24 с. — ISBN 9780786676255. Архивировано 4 февраля 2012 года.
- Morel, Jorge. Solo Pieces For The Young Guitarist. — Mel Bay Publications, 2009. — 16 с. — ISBN 9780786676262. Архивировано 10 апреля 2012 года.
- Morel, Jorge. Duet Pieces for the Young Guitarist. — Bill's Music Shelf, 2009. — 24 с. — ISBN 9780786676712. Архивировано 10 апреля 2012 года.